# Чупіно (Маслянинський район)
Чупіно (рос. Чупино) — присілок у Маслянинському районі Новосибірської області Російської Федерації.
Входить до складу муніципального утворення Бажинська сільрада. Населення становить 579 осіб (2010).

## Історія
Згідно із законом від 2 червня 2004 року органом місцевого самоврядування є Бажинська сільрада.

## Населення
| 2002 | 2007 | 2010 |
| ---- | ---- | ---- |
| 675  | ↗685 | ↘579 |